# Llwynypia
Llwynypia (Llwyn-y-pïa in lingua gallese) è un centro abitato del Galles, situato nel distretto di contea di Rhondda Cynon Taf.